# Hans Schmidinger (Bildhauer)
Hans Schmidinger (* 18. November 1912 in Linz; † 7. Februar 1994 in Leonding) war ein österreichischer Bildhauer, Maler und Restaurator.

## Leben und Wirken
Nach der Malerlehre in Linz zog Schmidinger durch verschiedene Städte in Österreich und arbeitete an der Restaurierung von Kirchen. Er studierte ab 1930 an der Kunstgewerbeschule Linz bei Paul Ikrath und Schückl. 1933 bis 1937 war er Assistent an der Schule.
1930 hatte Schmidinger seine erste Ausstellung in Ried im Innkreis, wo er auch ein Atelier hatte. Ab 1934 war er freischaffender Maler und Plastiker; sein Atelier befand sich nun in der Linzer Magazingasse. Weiters war er Grafiker bei der Tagespost. Im Zweiten Weltkrieg war er im Kriegsdienst an der Front, wo er auch verwundet wurde. Nach 1945 war er wieder freischaffend tätig. Später studierte er an der Akademie der bildenden Künste Wien bei Fritz Wotruba Bildhauerei. 1957 eröffnete er den 12er-Turm in Leonding als Ausstellungsraum Künstlerklause.

## Werke (Auswahl)

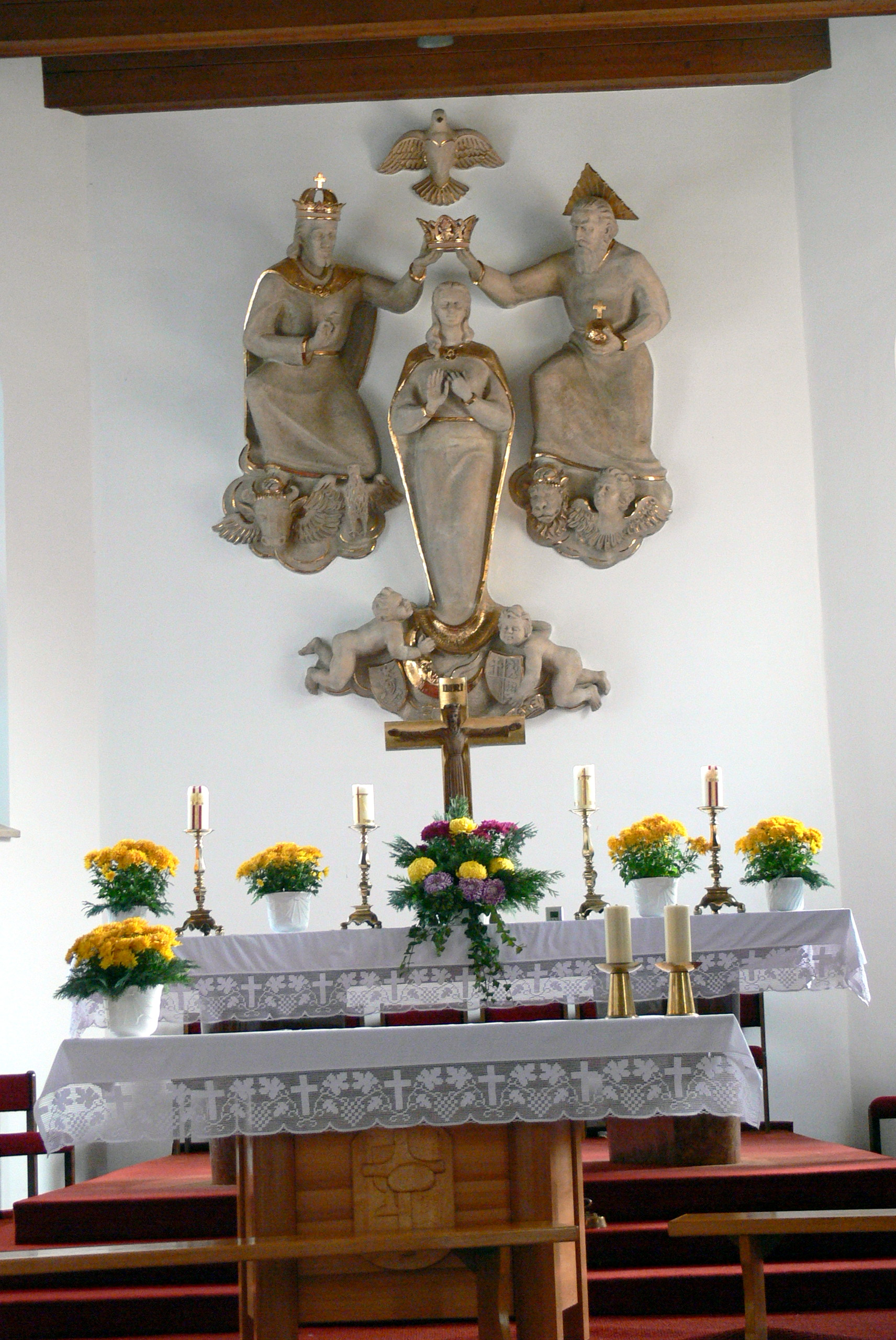
Hochaltar der Pfarrkirche Klaffer

- Don-Bosco-Büste, Don-Bosco-Kirche (Linz)
- Altar der Pfarrkirche Klaffer
- Büsten von Professoren, TH Wien (Karl von Terzaghi, Paul Ludwik)
- einige Büsten bedeutender Persönlichkeiten, z. B. Hans Foschum, Andreas Reischek, Hans Schnopfhagen etc.
- Schutzmantelmadonna Bad Mühllacken und Windischgarsten
- Erzengel Michael Autobahnkirche Haid
- Kriegerdenkmal Sarleinsbach und Wallern an der Trattnach
- einige Reliefs, Brunnen- und Brückenfiguren

## Auszeichnungen
- 1944 Gaukulturpreis Oberdonau
- 1987 Verleihung des Berufstitels Professor
- mehrere Preise bei Ausschreibungen und Ausstellungen